# William Laury Greene

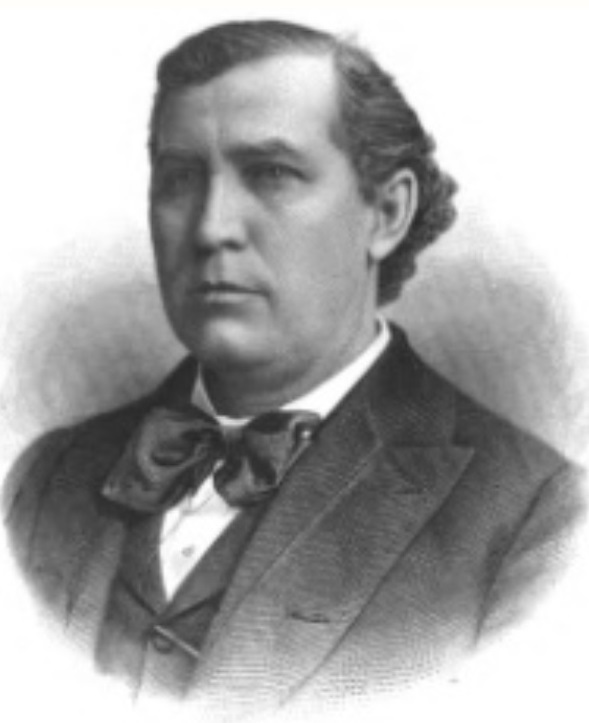
William Laury Greene

William Laury Greene (* 3. Oktober 1849 bei Ireland, Pike County, Indiana; † 11. März 1899 in Omaha, Nebraska) war ein US-amerikanischer Politiker. Zwischen 1897 und 1899 vertrat er den sechsten Wahlbezirk des Bundesstaates Nebraska im US-Repräsentantenhaus.

## Werdegang
Noch als Kind zog William Greene mit seinen Eltern in das Dubois County in Indiana. Dort besuchte er die öffentlichen Schulen. Nach seiner Schulzeit wurde er zunächst selbst als Lehrer tätig, ehe er ein Jurastudium begann. Nach seinem erfolgreichen Examen und seiner im Jahr 1876 erfolgten Zulassung als Rechtsanwalt begann er in Bloomington in seinem neuen Beruf zu arbeiten. 1883 zog Greene nach Kearney in Nebraska, wo er ebenfalls als Rechtsanwalt arbeitete. Politisch wurde er Mitglied der kurzlebigen Populist Party. Im Jahr 1893 kandidierte er als Kandidat dieser Partei erfolglos für den Senat der Vereinigten Staaten. Danach war er zwischen 1895 und 1897 Richter im zwölften Gerichtsbezirk von Nebraska.
Bei den Kongresswahlen des Jahres 1896 wurde Greene im sechsten Distrikt von Nebraska in das US-Repräsentantenhaus gewählt. Dort löste er am 4. März 1897 Omer Madison Kem ab. Bei den Wahlen des Jahres 1898 wurde Greene im Amt bestätigt. Die neue Legislaturperiode begann am 4. März 1899, nur wenige Tage vor Greenes Tod am 11. März. Sein Sitz fiel dann nach der fälligen Nachwahl an seinen Parteikollegen William Neville. William Greene wurde in Kearney beigesetzt.